# Sheyla García
Sheyla Pierina García Pérez (Ocaña, 12 de agosto de 1989) es una periodista y presentadora de deportes colombiana. Actualmente trabaja en Win Sports.

## Inicios
Inició en la televisión en el año 2006 cuando cursaba grado 11 en la Escuela Normal Superior de Ocaña, en el canal comunitario TV San Jorge.
En 2007 se radicó en la ciudad de Medellín para estudiar comunicación Audiovisual en el Politécnico Colombiano Jaime Isaza Cadavid. Trabajó en RCN Televisión y fue reportera de campo en Futbolmanía RCN. Regresó al programa Fútbol RCN en 2024 como corresponsal en los partidos de la Copa América bajo el mando de Andrea Guerrero,  También trabajó para SportCenter.

## Vida personal
Sheyla García se casó con el periodista Carlos Alfonso Lajud, divorciándose de él en 2015. Desde 2019 tiene una nueva pareja. Sergio Henao, con la cual tiene una hija llamada Luciana.